# Luven
Luven est une localité et une ancienne commune suisse du canton des Grisons, située dans la région de Surselva.

Photo aérienne (1949)